# Campeonato Nacional de Primera Categoría 1969-70
La temporada 1969-70 del Campeonato Nacional de Primera Categoría fue la 7ª temporada de la liga femenina de baloncesto. Se disputó entre 1969 y 1970, culminando con la victoria de CREFF Madrid.

## Sistema de competición
Primera fase
- Cuatro grupos, uno de 9, dos con 8 y uno con 7 equipos, donde juegan todos contra todos los de su grupo a dos vueltas.
- Los dos primeros de cada grupo se clasifican para la Fase de semifinales.

Fase de semifinales
- Dos grupos de 4 equipos cada uno, donde juegan todos contra todos los de su grupo a dos vueltas.
- Los dos primeros de cada grupo se clasifican para la Fase final.

Fase final
- La juegan los dos primeros de cada grupo de semifinales más el campeón de las Islas Canarias.
- Los equipos se encuadran en un único grupo, donde juegan todos contra todos a una vuelta en una sede fija.

## Primera fase

### Grupo A
| Pos. | Equipo               | Pts. | PJ | G  | E | P  | GF | GC | Dif. | Clasificación o descenso         |
| ---- | -------------------- | ---- | -- | -- | - | -- | -- | -- | ---- | -------------------------------- |
| 1    | Medina La Coruña     | 36   | 14 | 12 | 0 | 2  | 0  | 0  | 0    | Clasifican a la Fase semifinales |
| 2    | Tabacalera La Coruña | 36   | 14 | 12 | 0 | 2  | 0  | 0  | 0    | Clasifican a la Fase semifinales |
| 3    | Medina Valladolid    | 33   | 14 | 11 | 0 | 3  | 0  | 0  | 0    |                                  |
| 4    | Celta de Vigo        | 24   | 14 | 8  | 0 | 6  | 0  | 0  | 0    |                                  |
| 5    | Medina Ferrol        | 12   | 14 | 4  | 0 | 10 | 0  | 0  | 0    |                                  |
| 6    | Medina Salamanca     | 9    | 14 | 3  | 0 | 11 | 0  | 0  | 0    |                                  |
| 7    | Liceo Marítimo       | 9    | 14 | 3  | 0 | 11 | 0  | 0  | 0    |                                  |
| 8    | CB Iberit            | 9    | 14 | 3  | 0 | 11 | 0  | 0  | 0    |                                  |

 Fuente: BRD
Notas:
1. 1 2 3 4 5 6 7 8  Se desconocen los resultados de los partidos, por lo que los puntos no aparecen.

### Grupo B
| Pos. | Equipo                       | Pts. | PJ | G  | E | P | GF | GC | Dif. | Clasificación o descenso         |
| ---- | ---------------------------- | ---- | -- | -- | - | - | -- | -- | ---- | -------------------------------- |
| 1    | Vizcaya Educación y Descanso | 34   | 12 | 11 | 1 | 0 | 0  | 0  | 0    | Clasifican a la Fase semifinales |
| 2    | Club Águilas                 | 25   | 12 | 8  | 1 | 3 | 0  | 0  | 0    | Clasifican a la Fase semifinales |
| 3    | Real Zaragoza                | 19   | 12 | 6  | 1 | 5 | 0  | 0  | 0    |                                  |
| 4    | Medina San Sebastián         | 13   | 12 | 4  | 1 | 7 | 0  | 0  | 0    |                                  |
| 5    | Medina Logroño               | 12   | 11 | 4  | 0 | 7 | 0  | 0  | 0    |                                  |
| 6    | Medina Zaragoza              | 9    | 11 | 3  | 0 | 8 | 0  | 0  | 0    |                                  |
| 7    | CREFF Pamplona               | 9    | 12 | 3  | 0 | 9 | 0  | 0  | 0    |                                  |

 Fuente: BRD
Notas:
1. 1 2 3 4 5 6 7  Se desconocen los resultados de los partidos, por lo que los puntos no aparecen.
2. 1 2  Se desconoce el signo del encuentro entre Medina Logroño y Medina Zaragoza.

### Grupo C
| Pos. | Equipo                 | Pts. | PJ | G  | E | P  | GF | GC | Dif. | Clasificación o descenso         |
| ---- | ---------------------- | ---- | -- | -- | - | -- | -- | -- | ---- | -------------------------------- |
| 1    | Picadero Damm          | 45   | 16 | 15 | 0 | 1  | 0  | 0  | 0    | Clasifican a la Fase semifinales |
| 2    | Mataró Molfort's       | 42   | 16 | 14 | 0 | 2  | 0  | 0  | 0    | Clasifican a la Fase semifinales |
| 3    | Club Dimar             | 34   | 16 | 11 | 1 | 4  | 0  | 0  | 0    |                                  |
| 4    | CREFF Gerona           | 24   | 16 | 8  | 0 | 8  | 0  | 0  | 0    |                                  |
| 5    | Club Joventut Badalona | 18   | 16 | 6  | 0 | 10 | 0  | 0  | 0    |                                  |
| 6    | Medina Valencia        | 18   | 16 | 6  | 0 | 10 | 0  | 0  | 0    |                                  |
| 7    | Hispano Francés        | 16   | 16 | 5  | 1 | 10 | 0  | 0  | 0    |                                  |
| 8    | Medina Castellón       | 12   | 16 | 4  | 0 | 12 | 0  | 0  | 0    |                                  |
| 9    | Medina Alicante        | 6    | 16 | 2  | 0 | 14 | 0  | 0  | 0    |                                  |

 Fuente: BRD
Notas:
1. 1 2 3 4 5 6 7 8 9  Se desconocen los resultados de los partidos, por lo que los puntos no aparecen.

### Grupo D
| Pos. | Equipo          | Pts. | PJ | G  | E | P  | GF | GC | Dif. | Clasificación o descenso         |
| ---- | --------------- | ---- | -- | -- | - | -- | -- | -- | ---- | -------------------------------- |
| 1    | CREFF Madrid    | 42   | 14 | 14 | 0 | 0  | 0  | 0  | 0    | Clasifican a la Fase semifinales |
| 2    | GE Standard     | 31   | 14 | 10 | 1 | 3  | 0  | 0  | 0    | Clasifican a la Fase semifinales |
| 3    | Medina Madrid   | 25   | 14 | 8  | 1 | 5  | 0  | 0  | 0    |                                  |
| 4    | Almudena Medina | 24   | 14 | 8  | 0 | 6  | 0  | 0  | 0    |                                  |
| 5    | Medina Málaga   | 15   | 13 | 5  | 0 | 8  | 0  | 0  | 0    |                                  |
| 6    | Medina Granada  | 11   | 13 | 4  | 0 | 9  | 0  | 0  | 0    |                                  |
| 7    | Club Pineda     | 9    | 14 | 3  | 0 | 11 | 0  | 0  | 0    |                                  |
| 8    | BC Badajoz      | 6    | 14 | 2  | 0 | 12 | 0  | 0  | 0    |                                  |

 Fuente: BRD
Notas:
1. 1 2 3 4 5 6 7 8  Se desconocen los resultados de los partidos, por lo que los puntos no aparecen.
2. 1 2  Se desconoce el signo del encuentro entre Medina Málaga y Medina Granada.

## Fase semifinales

### Grupo A
| Pos. | Equipo               | Pts. | PJ | G | E | P | GF  | GC  | Dif. | Clasificación o descenso   |
| ---- | -------------------- | ---- | -- | - | - | - | --- | --- | ---- | -------------------------- |
| 1    | CREFF Madrid         | 15   | 6  | 5 | 0 | 1 | 345 | 233 | +112 | Clasifican a la Fase final |
| 2    | Picadero Damm        | 12   | 6  | 4 | 0 | 2 | 327 | 279 | +48  | Clasifican a la Fase final |
| 3    | Tabacalera La Coruña | 9    | 6  | 3 | 0 | 3 | 293 | 295 | −2   |                            |
| 4    | Club Águilas         | 0    | 6  | 0 | 0 | 6 | 223 | 357 | −134 |                            |

 Fuente: BRD

### Grupo B
| Pos. | Equipo                       | Pts. | PJ | G | E | P | GF  | GC  | Dif. | Clasificación o descenso   |
| ---- | ---------------------------- | ---- | -- | - | - | - | --- | --- | ---- | -------------------------- |
| 1    | Medina La Coruña             | 15   | 6  | 5 | 0 | 1 | 291 | 215 | +76  | Clasifican a la Fase final |
| 2    | Mataró Molfort's             | 13   | 6  | 4 | 1 | 1 | 333 | 232 | +101 | Clasifican a la Fase final |
| 3    | Vizcaya Educación y Descanso | 4    | 6  | 1 | 1 | 4 | 213 | 348 | −135 |                            |
| 4    | GE Standard                  | 3    | 6  | 1 | 0 | 5 | 235 | 278 | −43  |                            |

 Fuente: BRD

## Fase final
La Fase final se disputó en Salamanca entre el 22 y el 26 de abril.
| Pos. | Equipo           | Pts. | PJ | G | E | P | GF  | GC  | Dif. | Clasificación o descenso |       | CRE   | MED   | PIC   | MAT   | TEN |
| ---- | ---------------- | ---- | -- | - | - | - | --- | --- | ---- | ------------------------ | ----- | ----- | ----- | ----- | ----- | --- |
| 1    | CREFF Madrid     | 12   | 4  | 4 | 0 | 0 | 235 | 147 | +88  | Campeón                  |       | —     | 48–27 | 69–48 | –     | –   |
| 2    | Medina La Coruña | 6    | 4  | 2 | 0 | 2 | 169 | 172 | −3   |                          |       | –     | —     | 50–44 | –     | –   |
| 3    | Picadero Damm    | 6    | 4  | 2 | 0 | 2 | 224 | 224 | 0    |                          | –     | –     | —     | 55–47 | 77–58 |     |
| 4    | Mataró Molfort's | 6    | 4  | 2 | 0 | 2 | 181 | 190 | −9   |                          | 38–61 | 46–45 | –     | —     | 50–29 |     |
| 5    | OM Tenerife      | 0    | 4  | 0 | 0 | 4 | 155 | 231 | −76  |                          | 34–57 | 34–47 | –     | –     | —     |     |

 Fuente: BRD

## Postemporada
- Campeonas del Campeonato Nacional de Primera Categoría 1969-70: CREFF Madrid (6º título).
- Clasificadas para Copa de Europa de Campeonas 1970-71: CREFF Madrid.